# ソウルキャリバー レジェンズ
『ソウルキャリバー レジェンズ』（SOULCALIBUR Legends）は2007年12月13日にバンダイナムコゲームスから発売されたWii用の剣術アクションアドベンチャーゲーム。ワイド表示（15:9）、プログレッシブ出力対応。アメリカでは同年11月20日に発売された。

## 概要
16世紀を舞台に、『ソウルエッジ』と『ソウルキャリバー』の時間の隔たりを紡ぐ物語となり、歴代のソウルシリーズのキャラクターとの出会いや戦いを体験できる。しかしジークフリートやナイトメア、セルバンテスの衣装などが『Ⅲ』と似たものが利用されている等、本編の設定とは相違点が多く、本作独自の設定も見られるため、直接的にはつながらないパラレルワールドのしての側面が強い。
映像面では従来のリアルタイムレンダリングムービーの他、2Dのイラストをアニメーション風に動かしたムービーパートが存在する。なお公式サイトのスタッフページに掲載された、ジークフリート役の檜山修之のコメントによれば、本作のリアルタイムレンダリングムービーはモーションキャプチャー映像を元に音声収録を行っているため、息遣いまで表現する臨場感を演出できたという。

## システム
Wiiリモコンとヌンチャクを組み合わせたフィールド進行型の剣術アクションゲーム。TPS（三人称視点シューティング）の形式を採用し、リモコンとヌンチャク操作で障害物や敵をなぎ倒し、ステージクリアを目指す。
ゲームを進めてポイントを貯めると「称号」が得られる成長要素があり、新たな攻撃方法が使用可能になる他、2Pの協力プレイも可能。

## ストーリー
ある時は最強の剣、ある時は不老不死の鍵とされる邪剣「ソウルエッジ」と、それと対をなす霊剣「ソウルキャリバー」。世界帝国を築いたアレクサンドロス3世やローマ帝国の始祖ガイウス・ユリウス・カエサル、ユーラシア大陸の覇者チンギス・ハーン、彼らの傍らにはいつも謎の剣が控えていたという。
時は16世紀、この物語は、この二振りの剣をめぐる、ジークフリートと謎の少年イスカ。剣に選ばれし二人の人間の物語である。

## 登場キャラクター
『ソウルキャリバーIII』から『ソウルキャリバーレジェンズ』に移行する際、一部のキャストが変わっている。

### プレイヤーキャラクター
ジークフリート・シュタウフェン

御剣平四郎（みつるぎ へいしろう）

多喜（タキ）

アイヴィー（イザベラ・バレンタイン）

ソフィーティア・アレクサンドル

アスタロス α

ロイド・アーヴィング
『テイルズ オブ シンフォニア』からのゲストとして登場。本作の世界観に合わせて頭身が高くなっており、エクスフィアを回収する旅の途中、ソウルエッジとソウルキャリバーの噂を耳にし、その二本の剣をエクスフィアの一種だと考え、それらを回収するために戦う。

### ストーリーキャラクター
イスカ・ファルカス
皇帝の命を受け、ジークフリートと共に旅に立つ少年。物語終盤で衝撃の事実が判明し、ストーリークリア後はステージセレクト画面で彼を選択すると、独白という形で彼の行動の理由が明かされる。
仮面の皇帝
神聖ローマ帝国皇帝。魔剣ソウルエッジと霊剣ソウルキャリバーの存在を追い求めており、ジークフリートと出会ったことで物語に深く関わることになる。
バルバロス
霊剣ソウルキャリバーを手にし、世界制覇を求める野心家。霊剣の強大な力と欲望により禍々しく変身、巨大化しその圧倒的な力で世界侵攻を開始する。

### ボスキャラクター
ファフナー
ファフニールとも呼ばれる、北欧神話に登場する邪悪なドラゴン。
アモン
古代エジプトのファラオ。死後、葬られていた大神殿にソウルエッジの破片が流れ込んだことにより、「守護者」と呼ばれる魔物として蘇った。
ゲキ&マキ
二人ともタキと同じ「封魔衆」の忍者。野心家の首領・トキの命によりタキが持ち帰ったソウルエッジの破片の奪取に成功するも、ソウルエッジの邪気に支配され異形の怪物「守護者」へと変貌。部下達をもイヴィル化させ、圧倒的な力で大名達の領地へ侵攻を開始する。
セルバンテス・デ・レオン
かつてのソウルエッジの持ち主。ソフィーティアとタキにより倒され海の藻屑と化したが、失われた邪剣を求める魂が朽ち始めた体を再び戦いへと誘う。
ナイトメア
自らの力を欲するジークフリートと仮面の皇帝の想いを利用し、失われた力を取り戻して復活を目論む魔剣ソウルエッジの意思が、蒼き鎧の姿として具現化した異形の騎士。

## 製作スタッフ
- ディレクター：赤塚哲也(Tetsuya Akatsuka)
- リードゲームデザイナー：村野大輔(Daisuke Murano)
- リードプログラマー：腰越隆司(Takashi Koshigoe)
- アートディレクター：川越宏淳(Hiroaki Kawagoe)
- リードキャラクターアニメーター：矢口善久(Yoshihisa Yaguchi)
- サウンドディレクター：中鶴潤一(Junichi Nakatsuru)
- バトルシステムデザイナー：一刈陵司(Ryouji Ichikari)
- メインゲームコーディネーター：清川誠(Makoto Kiyokawa)
- メインプランナー：大谷宗(Takashi Otani)
- メインゲームプログラマー：北原明(Akira Kitahara)
- メインシステムプログラマー：加來良一(Ryoichi Kaku)
- キャラクターイラストレーター：川野琢嗣(Takuji Kawano)
- リードキャラクターデザイナー：福光修(Osamu Fukumitsu)
- エグゼクティブアートディレクター：水島吉成(Yoshinari Mizushima)
- 制作プロデューサー：大久保人(Jin Okubo)、後藤能孝(Yoshitaka Goto)